# Abgeurteilter
Ein Abgeurteilter ist derjenige Angeklagte, gegen den ein Strafbefehl erlassen worden ist oder dessen Strafverfahren nach der Eröffnung des Hauptverfahrens mit einem Einstellungsbeschluss oder mit einem Urteil rechtskräftig abgeschlossen wurde. Dies umfasst nicht nur die Verurteilten, sondern auch diejenigen Angeklagten, die freigesprochen wurden oder bei denen von Strafe abgesehen wurde.
Der Begriff des Abgeurteilten wird im Bereich der Strafverfolgungsstatistik verwendet, die anders als die Polizeiliche Kriminalstatistik des Bundeskriminalamts (PKS) nicht auf den Abschluss der polizeilichen Ermittlungen abstellt und den Tatverdacht bewertet, sondern die Bewertung der Tat bei der strafgerichtlichen Entscheidung beschreibt. Beide Statistiken beschreiben jedoch die registrierte Kriminalität und werden daher für die kriminologische Forschung verwendet – mit dem entscheidenden Unterschied, dass die PKS Taten und die Strafverfolgungsstatistik Köpfe zählt.